# كناغر جرذية مسكية
	الكناغر الجرذية المسكية (الاسم العلمي:Hypsiprymnodontidae) هي فصيلة من الجرابيات تتبع رتيبة كنغريات الشكل. وهي واحدة من فصيلتان تحتويان على حيوانات يشار إليها عادة باسم الكنغر الجرذي. النوع الوحيد المعروف الباقي في هذه الفصيلة هو الكنغر الجرذي المسكي موجود في شمال أستراليا. خلال العصر الجليدي، شملت هذه الفصيلة جنس الحيوانات الضخمة عومي الأرجل الأولي (Propleopus).

## التصنيف
- فصيلة الكناغر الجرذية المسكية[3]
  - أسرة الكنغراوات الجرذية المسكية
    - جنس الكنغر الجرذي
      - الكنغر الجرذي المسكي
      - † الكنغر الجرذي البارثولومي
      - † الكنغر الجرذي الفيلكريسري
      - † الكنغر الجرذي الدنيسي
      - † الكنغر الجرذي الكارينبلاكي

    - أسرة †عوماوات الأرجل الأولية
      - † عومي الأرجل الأولي